# Daniel Kandi
Daniel Kandi (* 29. November 1983) ist ein dänischer Trance-DJ und Billardspieler aus Aalborg.

## Biografie
Daniel Kandi wuchs mit einem Bruder und bis zum Alter von neun Jahren mit einer allein erziehenden Mutter auf. Sein Interesse am Produzieren von Musik entstand durch ein Playstation-Programm. Später bewarb er sich mit einem selbstgemachten Remix erfolgreich bei einem Musikmanager und kam so ins Musikgeschäft. 2000 begann er  als DJ Mendoza mit dem Produzieren von Trance-Tracks. Mit Anders Duvald Mikkelsen bildete er drei Jahre später ein Duo mit Namen Duval and Mundo. Als Aurelius veröffentlichten sie 2005 mit Jamie P. den Song Sorrow. Im Jahr darauf hatte er selbst einen großen Erfolg mit dem Titel Breathe beim britischen Label Anjunabeats. Bei vielen Trance-Veranstaltungen machte er auch international auf sich aufmerksam und brachte es in die Top-100-DJ-Liste des britischen DJ Magazine. Die Single Child / Nova war 2007 ein internationaler Erfolg. Bei den Danish DeeJay Awards wurde er 2011 als dänischer DJ des Jahres nominiert. Außerdem ist er im Team mit Fritz Niko unter dem Namen Hit'n'Run als Remixer für bekannte dänische Interpreten wie Tv·2, Infernal und Christine Milton tätig.
Daneben ist Daniel Kandi auch ein leidenschaftlicher Snooker-Spieler. Er nimmt regelmäßig an nationalen Turnieren teil und war von 2004 bis 2009 fünf Mal in Folge dänischer Snookermeister. 2011 veröffentlichte er eine Single als Daniel Kandi presents 147 in Anspielung auf die höchste im Snooker normal erreichbare Punktzahl (Maximum Break).
Im Poolbillard gewann Kandi bei der Junioreneuropameisterschaft 2001 die Bronzemedaille im 9-Ball-Einzel und die Goldmedaille mit der dänischen Mannschaft. 2007 wurde er durch einen Finalsieg gegen Kasper Thygesen erstmals dänischer Meister in der Disziplin 9-Ball. 2015 gewann er den dänischen Meistertitel im 10-Ball und 2016 erneut im 9-Ball. Im November 2016 erreichte er beim Kremlin Cup erstmals das Viertelfinale eines Weltranglistenturniers und unterlag dort dem Deutschen Thorsten Hohmann mit 4:8.

## Diskografie
Singles / Tracks
- I Found a Way (als DJ Mendoza, 2003)
- Sorrow (Jamie P vs. Aurelius, 2007)
- Breathe (2006)
- Child / Nova (2007)
- Make Me Believe / I Found the Way (2007)
- Turnmills (2007)
- Soraya (2007)
- Out of Sight (2007)
- Safe (Daniel Kandi & Mac present Aurelius featuring Jimmy Somerville, 2008)
- Liberate (mit Robert Nickson, 2008)
- Rewire (mit Robert Nickson, 2008)
- Venice Beach (2010)
- Everything Counts (2010)
- As One / Australia (mit Martijn Stegerhoek, 2010)
- Forgive Me (2010)
- Promised (2011)
- Soul Searchin’ / Piece of Me (2011)
- Just for You (2011)
- Insert Generic Title (Daniel Kandi presents 147, 2011)
- The Perfect Match (Aligator featuring Daniel Kandi, 2012)
- Sagitarrius (2012)
- Three Strikes U R In (2012)